# Aiguille Blanche de Peuterey
Die Aiguille Blanche de Peuterey ist ein 4112 m s.l.m. hoher Berg in der Mont-Blanc-Gruppe in Italien.
Sie hat insgesamt drei nahe beieinander liegende Gipfel, die Pointe Central oder Pointe Güßfeldt (4112 m), die nordwestlich gelegene Pointe Jones (4107 m) und die südöstliche Pointe Seymour King (4107 m). Vorgelagert ist der Gratturm Pointe Gugliermina (3893 m). Nahe bei diesem Gratturm liegt die Biwakschachtel Bivacco Piero Craveri (3490 m), die vom Rifugio Franco Monzino erreicht werden kann.
Die Aiguille Blanche de Peuterey zählt zu den am schwierigsten zu besteigenden Viertausendern der Alpen. Im Allgemeinen wird sie im Zuge der Begehung des Peutereygrates von der Aiguille Noire de Peuterey zum Mont Blanc überschritten. Es handelt sich dabei um eine schwierige und vor allem sehr lange Tour.
Der Berg hat, wie der überwiegende Teil der an der italienischen Seite der Mont-Blanc-Gruppe gelegenen Gipfel, einen französischen Namen, da das Aostatal lange Zeit zum Königreich Savoyen gehörte, wo Französisch gesprochen wurde.